# دوزخ کوچک
دوزخ کوچک (انگلیسی: Little Inferno) یک بازی ویدئویی پازل تک‌نفره برای سکوهای وی یو، ویندوز، آی‌اواس، اواس ده، لینوکس و اندروید می‌باشد که توسط تومارو کورپوریشن توسعه و نشر پیدا کرده است.
این بازی اولین بار در ۱۸ نوامبر ۲۰۱۲ در آمریکای شمالی به صورت توزیع دیجیتال منتشر شد.